# Jay Carney

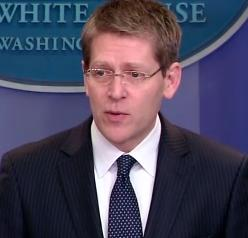
Jay Carney (2011)

James Carney (* 22. Mai 1965 in Washington, D.C.) ist ein US-amerikanischer Journalist und Pressesprecher. Er war vom 11. Februar 2011 bis zum 20. Juni 2014 Pressesprecher des Weißen Hauses unter der Präsidentschaft von Barack Obama. Sein Vorgänger war Robert Gibbs.

## Leben
Carney studierte an der Yale University und erhielt dort 1987 in Eastern European studies seinen Bachelor of Arts (B.A.). Später wurde er für das Time Magazine tätig und fungierte unter anderem als Korrespondent in Moskau. Während der Amtszeit von Präsident George W. Bush war er erst von 2003 bis 2005 stellvertretender Leiter und dann von 2005 bis 2008 Leiter des Washingtoner Büros des Time Magazines. Zuvor hatte er bereits seit 1993 als Korrespondent aus Washington, D.C. berichtet.
Im Dezember 2008 beendete Carney seine journalistische Karriere und wurde im Januar 2009 Sprecher (Director of Communications) von Vizepräsident Joe Biden. Diesen Posten bekleidete er bis zu seiner Ernennung zum Pressesprecher des Weißen Hauses Januar 2011. Am 30. Mai 2014 trat er mit Wirkung zu Mitte Juni 2014 zurück und schied am 20. Juni 2014 aus dem Amt. Sein Nachfolger wurde Josh Earnest.
Nach dem Ausscheiden aus dem Weißen Haus arbeitet er Politikanalyst für CNN und danach für Amazon.
Carney ist verheiratet. Seine Frau Claire Shipman arbeitet für das Fernseh- und Hörfunk-Network ABC. Sie ist seit 2001 Washington-Korrespondentin für ABCs Good Morning America.